# SingStar Studio 100
SingStar Studio 100 was een PlayStation 2- en 3-spel, onderdeel van de SingStar-serie, dat op 29 september 2009 verscheen. Het spel was ook verkrijgbaar als SingStar-bundel.

## Nummers
- Amika

1. Amika
2. Het is zomer
3. Ik ben verliefd (PlayStation 3)

- Het Huis Anubis

1. Het geheim
2. Het huis anubis
3. Het pad der 7 zonden

- Het Huis Anubis en de Vijf van het Magische Zwaard

1. De vijf zintuigen (PlayStation 3)

- K3

1. Alle kleuren (Plopsa muziekspecial 2001)
2. Kuma hè
3. Kusjesdag
4. Oya lèlè
5. Ya ya yippee
6. Toveren (Plopsa Muziekspecial 2002)

- Kabouter Plop

1. Het ploplied
2. Kabouterdans Remix (2008 versie)
3. Lalala
4. Sjoebi doebi dabidee

- Mega Mindy

1. Ik ben Mega Mindy
2. Mega mindy tijd
3. Tijd voor Mega Mindy
4. Toby Toby (PlayStation 3)

- Piet Piraat

1. Halloween
2. Piet piraat
3. Piet piraat is op vakantie
4. Storm op zee
5. Het spook (PlayStation 3)

- Samson & Gert

1. De wereld is mooi
2. Samsonrock
3. Vrede op aarde
4. Beste vriend (PlayStation 3)